# Festival Internacional de Marimbistas
El Festival Internacional de Marimbistas es un festival que se realiza año con año, ininterrumpidamente desde 1999 en la Ciudad de Tuxtla Gutiérrez, Chiapas, México.  En el marco del festival se celebra el Concurso Nacional de Marimbistas, el Concurso Estatal de Marimbas y desde el 2011, el Encuentro Latinoamericano de Marimbistas.

## Recinto

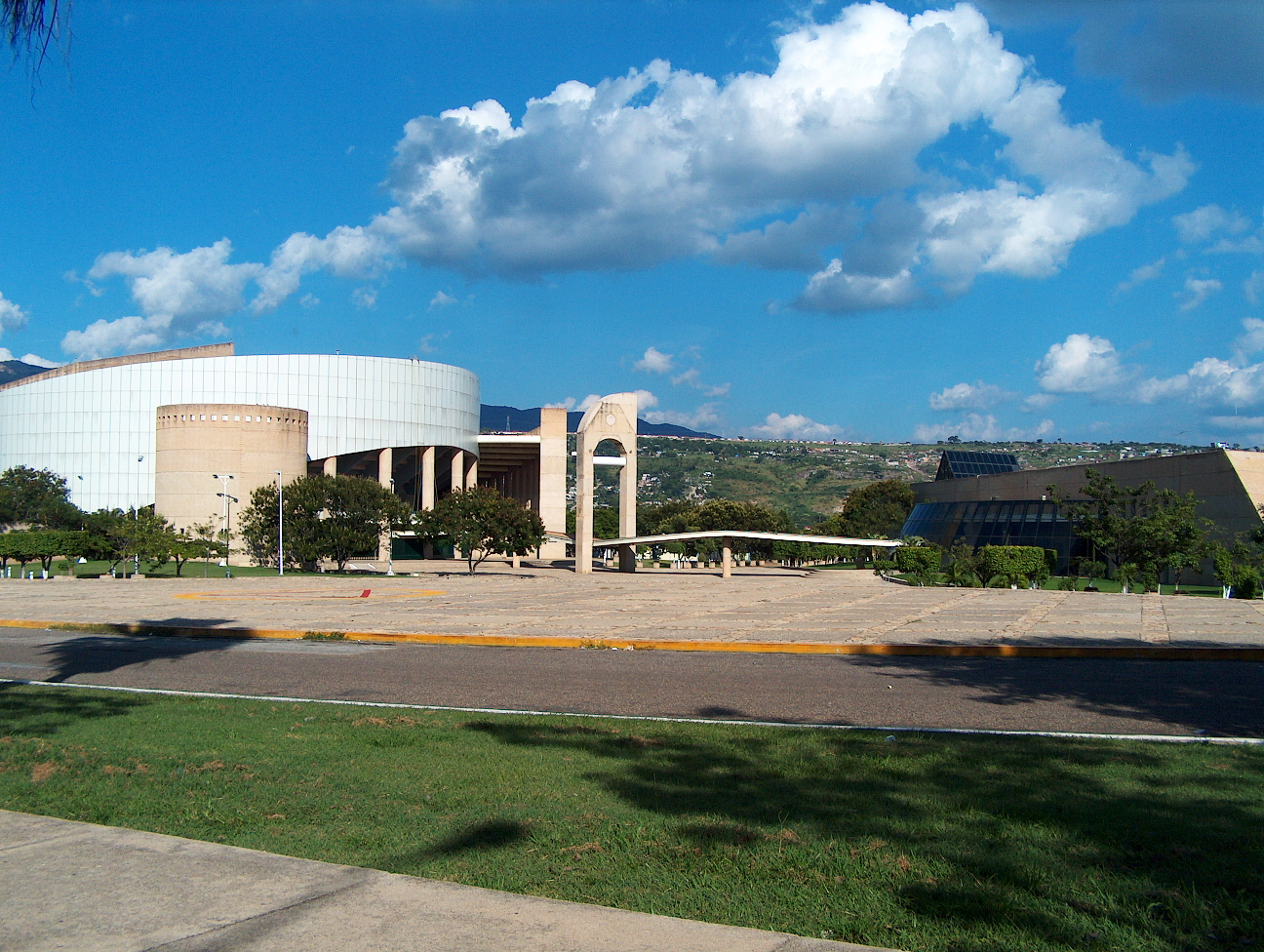
Centro de Convenciones y Polyforum Chiapas

### Centro de Convenciones (1999-2001)
El complejo se encuentra dividido en el centro de convenciones y el auditorio polyforum. El centro de convenciones cuenta con un total de 9 salas aptas para la realización de eventos de diferentes magnitudes, ya sean eventos sociales, empresariales o institucionales. Los salones ofrecen capacidades que van desde 50 hasta 1.500 personas.

## Premiaciones

### Concurso Estatal de Marimbas
Este concurso cuenta hasta el día de hoy con 23 ediciones hasta el 2007, año en el que finalmente se canceló dicho concurso. Este certamen se realizaba considerando que la marimba era el instrumento que identificaba la más sentida expresión de la cultura musical de los chiapanecos, y que su presencia en todas y cada una de las comunidades del estado era digna razón para conocer el talento y creatividad de los marimbistas y compositores para este género de la música vernácula. Dicho concurso se planteó con los siguientes objetivos:
I.Reconocimiento a la calidad de ejecución interpretativa y dominio del instrumento musical por los grupos concursantes.
II.Reconocimiento y difusión de la música popular chiapaneca (sones, zapateados, valses, boleros, marchas, etcétera).
III.Reconocimiento a las nuevas composiciones para ser ejecutadas en marimba.
Este concurso se llevaba a cabo en tres categorías: Categoría Infantil, juvenil y categoría libre. En el año 2010 se intentó rescatar el concurso de marimbas celebrando el Bicencentario de la Independencia de México y el Centenario de la Revolución Mexicana, sin embargo dicho concurso no logró realizarse en todas sus categorías quedando los actuales ganadores de la siguiente manera:
| Categoría | Grupo                                                             | Año  | Municipio           |  |
| --------- | ----------------------------------------------------------------- | ---- | ------------------- |  |
| Infantil  | Marimba de la Casa de la Cultura de Venustiano Carranza, Chiapas. | 2010 | Venustiano Carranza |  |
| Juvenil   | Marimba "Son de Chiapas"                                          | 2007 | Tuxtla Gutiérrez    |  |
| Libre     | Marimba de la Casa de la Cultura de Villaflores Chiapas           | 2007 | Villaflores         |  |